# Beatus Rylands
El Beatus Rylands, o Beatus de Manchester, és un manuscrit il·luminat que conté el comentari a l'Apocalipsi de Beat de Liébana. Data del segle xii, tot i que no es coneix ni la data ni el lloc de producció exactes. Es conserva a la John Rylands Library de Manchester amb la signatura Ms. Lat. 8.

## Història
No se sap res del lloc on va ser produït o per a qui va ser encarregat. S'ha situat, però, en el darrer quart del segle xii i potser en l'entorn de San Pedro de Cardeña (província de Burgos). Es tracta d'un dels beatus més luxosos i no ha sofert cap mutilació al llarg de la seva història. En la seva il·luminació sembla que hi van intervenir dos miniaturistes diferents.
El segle xix va passar a França i va ser subhastat a París, junt amb altres còdexs de la col·lecció del Marquès d'Astorga i comte d'Altimira. Es custodia a la John Rylands Library des de 1901.

## Descripció
El Beatus Rylands consta de 248 folis de pergamí, de 442 X 313mm; està escrit a dues columnes amb lletra carolina tardana de 38 línies per pàgina. Té 123 miniatures, enriquides amb or i plata. Moltes són a foli sencer i en destaca també el mapamundi a doble foli (ff. 43v-44r); també crida l'atenció la representació de l'Arca de Noè amb les parelles d'animals en compartiments (f. 15r).

## Galeria

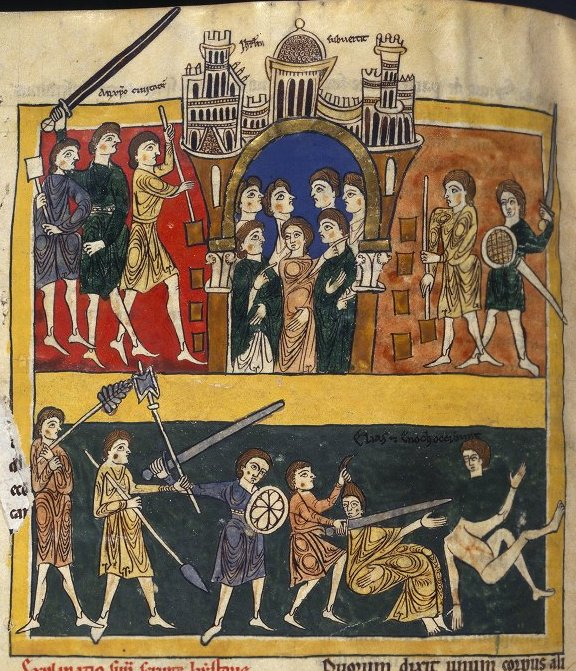
Foli 139v; Jerusalem
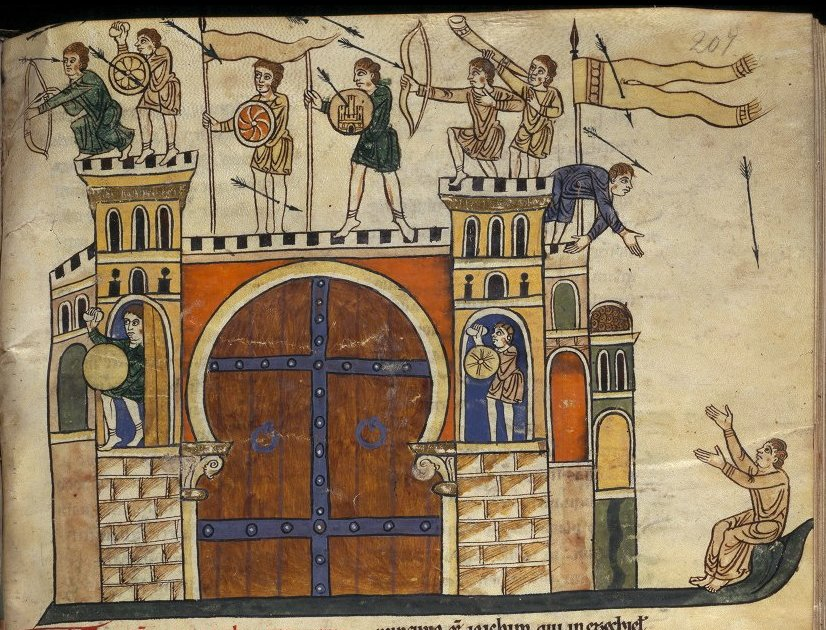
Foli 208r; setge de Jerusalem
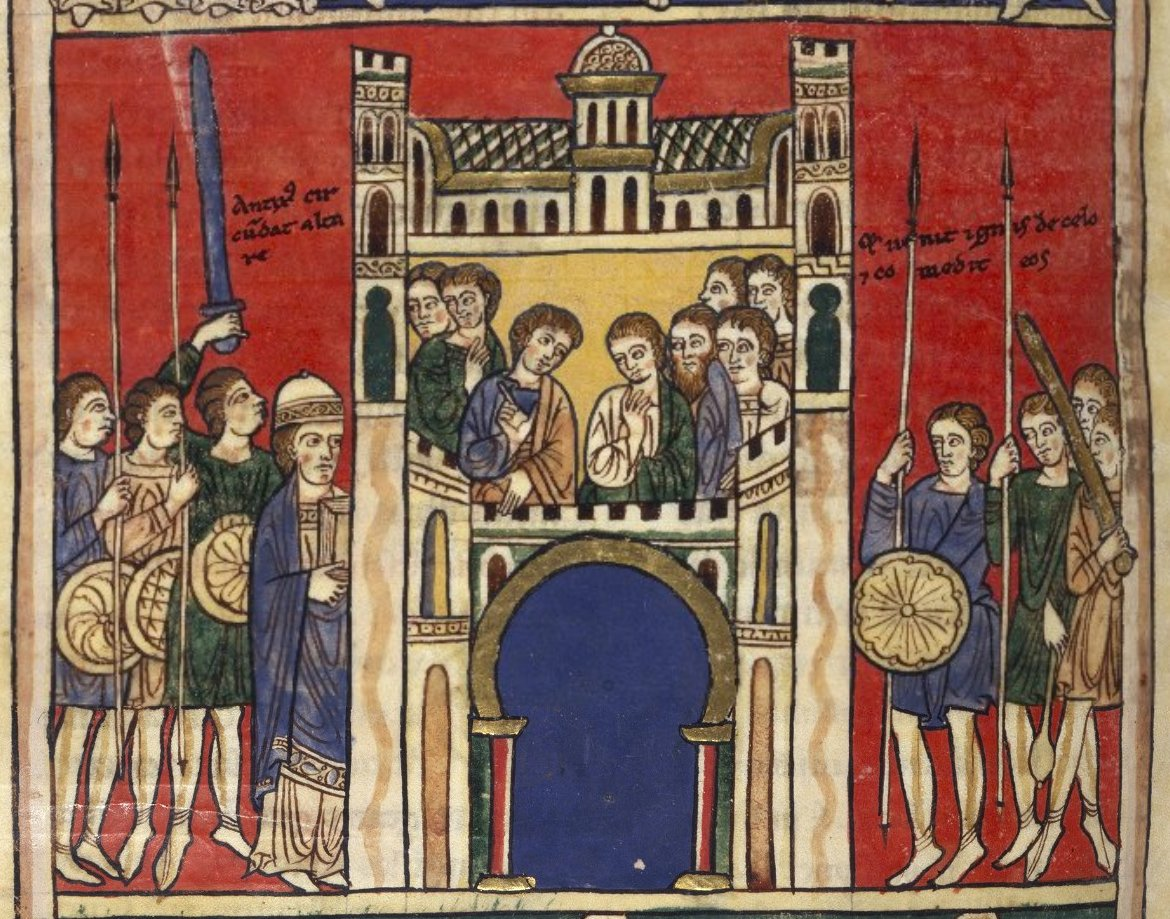
Foli 193v; l'Anticrist
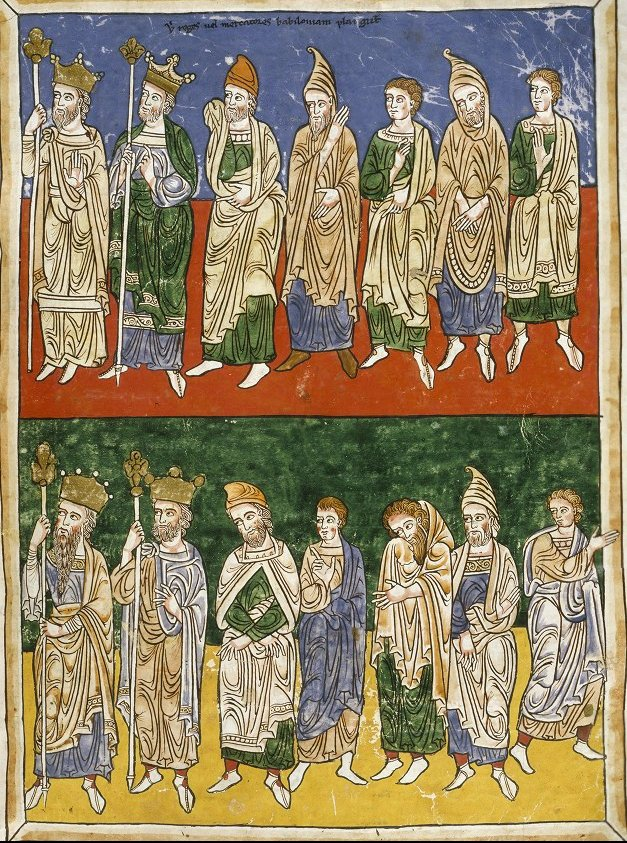
Foli 183r; reis i mercaders es lamenten per Babilònia
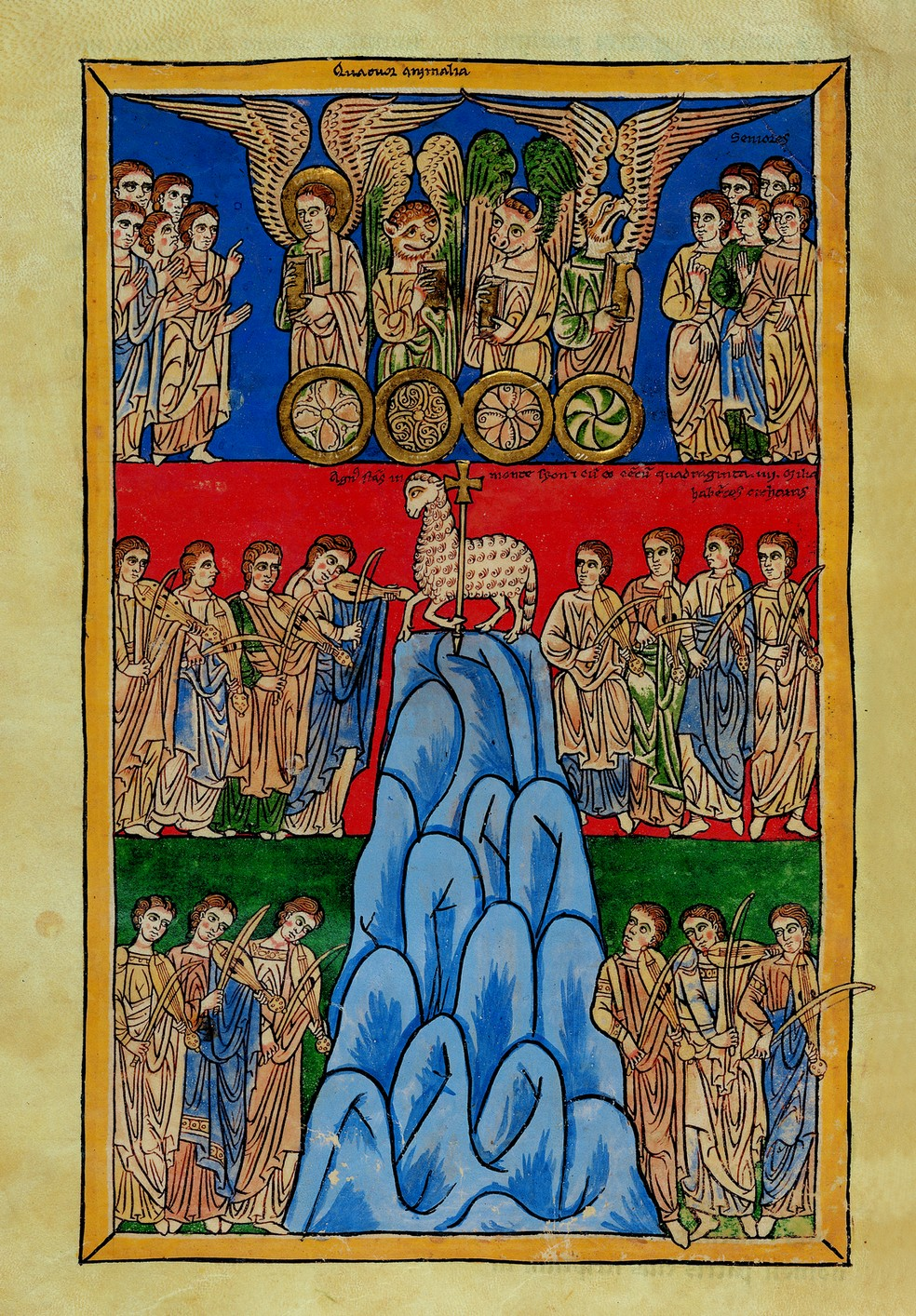
Foli 158v; Teofania